# Satinweiß
Satinweiß, auch Glanzweiß genannt, ist eine Weißmineral-Suspension und dem Mineral Ettringit ähnlich. Es wurde im 19. Jahrhundert in England erstmals als Streichfarbe zur Beschichtung von Papier aus Alaun und Kalkmilch hergestellt.
Al2(SO4)3 +  6Ca(OH)2 +  26H2O  =  Ca6Al2[(OH)12|(SO4)3]·26 H2O
In der Regel wird Satinweiß mit einem Überschuss von etwa 1 Mol Ca(OH)2 auf einen pH-Wert von über 12,5 eingestellt. Bei der exothermen Reaktion entsteht ein feinkristallines, hochweißes Präzipitat, das mit geeigneten Dispergiermitteln wie Polyacrylate oder Casein zu Slurries mit 30 bis 50 % Ettringit-Feststoff suspendiert wird.
Weil die Handhabung der Suspension aufgrund ihrer extremen Klebrigkeit und pH-Empfindlichkeit (es zerfällt bereits bei pH-Werten unter 9) problematisch war, hieß es in der Papierindustrie auch „Satansweiß“ oder „Teufelsweiß“. Es war jedoch für Jahrzehnte unverzichtbar, weil es vor der industriellen Herstellung von Titandioxid eines der wirkungsvollsten Weißpigmente für satinierte Papiere war. Mit Satinweiß wurden Kunstdruckpapiere mit hohem Glanz und hoher Weiße hergestellt, die durch besondere Satinage-Verfahren ihre Hochwertigkeit für ein exzellentes Druckbild und eine außergewöhnliche Haptik erlangten. Noch heute werden Papiere nach diesem Verfahren hergestellt, beispielsweise die Marke „Gohrsmühle“ der Papierfabrik Reflex, Kunstdruckpapiere der Papierfabrik Scheufelen sowie Glanzpapiere in asiatischen Papierfabriken.
Satinweiß ist in den letzten Jahrzehnten zunehmend durch ebenfalls geeignete Kaolin- oder Calciumcarbonat-Pigmente, sowie durch das nach einem neuen Verfahren hergestellte Ettringit-Pigment Casul (Calciumaluminatsulfat) ersetzt worden.